# Arie Andries Kruithof

Las curvas de Kruithof, con un ejemplo de fuente de luz; D65 (luz de día en el norte de Europa), dentro de la zona de agrado.

Arie Andries Kruithof (Zeist, 1909 – Son en Breugel, 1993) fue un profesor neerlandés de física aplicada en la Universidad Técnica de Eindhoven.
Kruithof estudió ciencias físicas en la Universidad de Utrecht, en la que obtuvo su doctorado, en 1934, con Leonard Ornstein.
Trabajó en el NatLab de Philips, investigando sobre sistemas de iluminación, especialmente sobre lámparas de descarga. Más tarde fue contratado como profesor de física aplicada en la Universidad Técnica de Eindhoven, encabezando el grupo de Física Atómica, que investigaba principalmente sobre las descargas en gases y el plasma
Se le deben las curvas de Kruithof, que reflejan el influjo combinado de la temperatura de color y la iluminancia en la percepción visual, que fueron así nombradas en su honor.